# Christophe Le Menu de Saint-Philbert
Christophe Le Menu de Saint-Philbert (c.1720 – 16 septembre 1774, à Paris) est un éditeur de musique français. Également compositeur, il laisse quelques cantates dans le style rococo, connues comme cantatilles. 

## Histoire
Son activité d'édition est créée dans les années 1740 et se poursuit après sa mort, par sa veuve jusqu'en 1790. Un portrait gravure survit.
S'il publie en privé ses premières œuvres dès 1741 (chez l'auteur, rue de la Feronnerie), son activité débute en 1758, la même année qu'Huberty et La Chevardière, deux autres importants éditeurs parisiens. Il publie de la musique vocale (cantatilles, ariettes et opéras), de la musique symphonique, des concertos et de la musique de chambre. Il publie aussi un périodique sous forme d'abonnement, Journal de pièces de clavecin de M. Clément de 1762 à 1774 et Journal de harpe. Les principaux compositeurs qu'il publie sont Alexandre, Cambini, Cardonne (de), Cramer, Lorenziti, Mozart, Roeser, Kozeluch, Cimarosa, Fodor, Grétry, Haydn, Schröter et Vaňhal.
Son enseigne était : « À la Clé d'Or », sise rue du Roule.
En février 1775, sa fille se marie avec Charles-Georges Boyer. La succession se fait sous le nom de « Dames Lemenu et Boyer », l'association perdurant jusqu'en 1783,. Pendant cette période un nombre considérable de partitions sont publiées. Le 21 janvier 1779, la veuve Le Menu, transfère la propriété de l'entreprise à son gendre Boyer, comme cadeau de mariage, mais gère toujours le magasin de musique. Boyer ne publie sous son propre nom qu'en 1783, après qu'il s'est établi à son compte (1778). En juillet 1790, Madame Le Menu prend sa retraite dans sa propriété de Saint-Germain-en-Laye. En août 1790, l'éditeur Louis Lobry s'installe dans les locaux, pour y gérer son propre fonds de marchand de musique.

## Œuvres et éditions
- Premier livre de cantatilles. 6 Cantatilles en simphonie.

## Enregistrements
- Christophe Le Menu de Saint-Philbert - 6 Cantatilles, Mónika González, soprano ; Zoltán Megyesi, ténor ; Róbert Mandel, vielle à roue ; Pál Németh, flûte traversière ; Piroska Vitárius, violon ; Otto Nagy, violoncelle et viole de gambe ; Gábor Tokodi, luth ; Ágnes Varallyay, clavecin, CD Hungaroton (2008)
- La Vièle, dans le CD La Belle Vielleuse, Monika Mauch, Tobie Miller et l'ensemble Danguy, Ricercar (2017)